# Tricyphona (Tricyphona) crassipyga
Tricyphona (Tricyphona) crassipyga is een tweevleugelige uit de familie Pediciidae. De soort komt voor in het Neotropisch gebied.